# Isla del Bosque
Isla del Bosque es una localidad mexicana ubicada en el estado de Sinaloa, dentro del municipio de Escuinapa.

## Demografía
De acuerdo con el censo de 2020, la localidad tenía 8145 habitantes, de los que 4147 eran hombres y 3998, mujeres. Se contabilizaron 2081 viviendas particulares habitadas, con un promedio de 3.87 ocupantes por cada una.
| Gráfica de evolución demográfica de Isla del Bosque entre 1960 y 2020 |
|                                                                       |
| Fuente: Instituto Nacional de Estadística y Geografía.                |